# ビグアニド

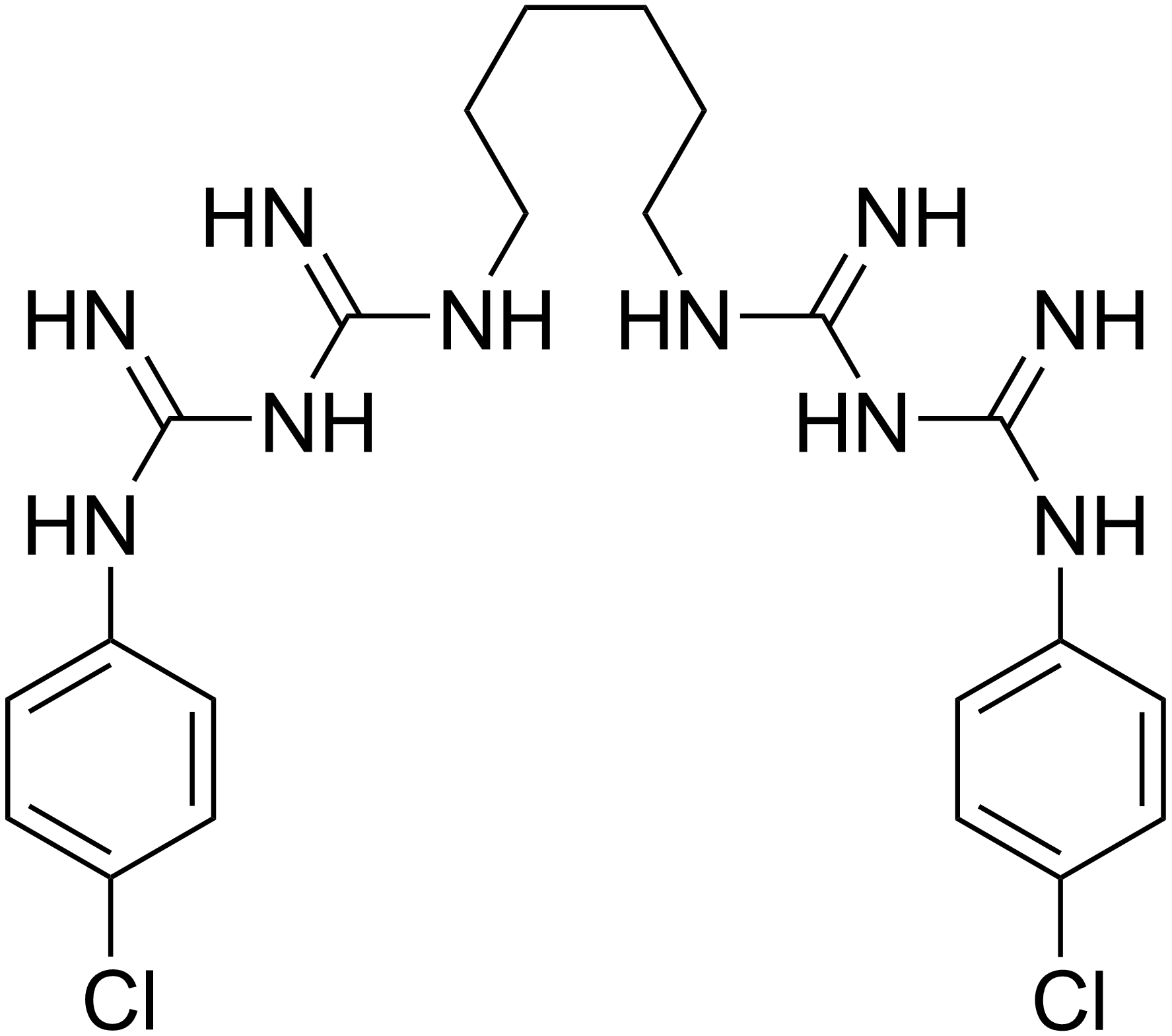
クロルヘキシジン
アレキシジン
ポリアミノプロピルビグアニド
ポリヘキサニド

ビグアニド（Biguanide：英語風にビグアナイドともいう）は窒素を含む有機化合物。グアニジン2分子が窒素原子1個を共有して連なった構造をもつ。無色の固体で水に溶けて高塩基性を示す。水溶液はゆっくりと加水分解してアンモニアと尿素を生成する。
またその誘導体も一般にビグアニドと呼ばれ、これには次のように抗糖尿病薬（経口血糖降下薬）のほか、抗マラリア薬や殺菌薬・消毒薬が含まれる。特にビグアニド系抗糖尿病薬をビグアナイドと呼ぶことが多い。
抗糖尿病薬：

メトホルミン[2]:587―非対称型ジメチルビグアニド
ブホルミン[2]:588―n-ブチル誘導体
フェンホルミン―フェネチル誘導体

抗マラリア薬：

プログアニル
クロロプログアニル（英語版）

殺菌薬・消毒薬・抗菌剤：
- クロルヘキシジン[2]:1286-1287
- アレキシジン
- ポリアミノプロピルビグアニド（英語版）
- ポリヘキサニド

## ビグアニド系抗糖尿病薬
中東原産のマメ科のガレガソウ（Galega officinalis ）は古くから民間薬として糖尿病に用いられたが、1920年代にこれからガレジンなどのグアニジン誘導体が見出され、動物試験でこれらが血糖値を下げることが見出された。グアニジン誘導体のうち、毒性の低い化合物が糖尿病に適用されたが、インスリンの発見により下火となり、1950年代に2型糖尿病治療用に復活した。初めはフェンホルミンが使われたが、これは重大な副作用である乳酸アシドーシスのため使われなくなった。代わってブホルミン、さらにメトホルミンが用いられるようになったが、これらについても乳酸アシドーシスへの注意が必要である。ビグアニド系はインスリン分泌の促進を介するスルホニルウレア系などの血糖降下薬と異なり、1型・2型糖尿病ともに有効である。
メトホルミン、ブホルミンも稀ではあるが、乳酸アシドーシスを起こす可能性があるので、腎障害・肝障害の患者への使用は禁忌である。側鎖の脂溶性が高い程、乳酸アシドーシスの危険性は高くなる。